# Francisco Soca
Vicente Francisco Soca Barreto (Canelones, 24 luglio 1856 – Montevideo, 29 marzo 1922) è stato un medico e politico uruguaiano.

## Biografia
Francisco Soca era originario di una famiglia proveniente delle Isole Canarie, recentemente stabilitasi nel paese. I suoi genitori erano Victorio Soca e Bárbara Barreto.
Rimasto orfano di padre in tenera età, fu cresciuto con dedizione da un amico di famiglia che ne sostenne gli studi nei primi anni. Dopo aver completato le scuole elementari e superiori, Soca intraprese gli studi superiori in medicina, laureandosi a Montevideo, dopo aver effettuato un viaggio a Barcellona. Nel 1885, insieme ai professori Enrique Pouey e Joaquín de Salterain, ottenne una pensione dal governo del generale Máximo Santos e partì per l'Europa per perfezionare gli studi nelle principali cliniche del Vecchio Continente. Uno zio materno sostenne il suo perfezionamento all'Università di Parigi, dove, inserito nella pratica della sua professione, ampliò le sue conoscenze, scrivendo in quella circostanza un'opera di grande valore scientifico che fu pubblicata sulle più prestigiose riviste del settore.
Sposò il 5 aprile 1905 Luisa Blanco Acevedo, sorella del dottor Eduardo Blanco Acevedo, dalla quale ebbe la sua unica figlia, la poetessa Susana Soca.

### Attività scientifica

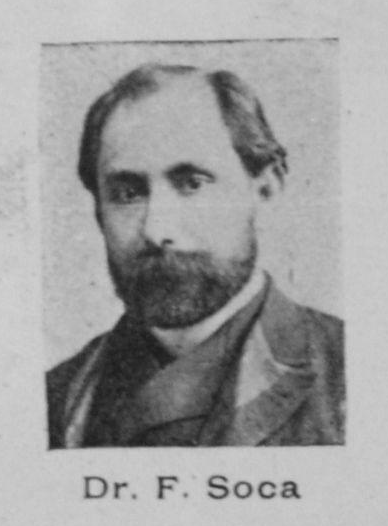
Il dottor Francisco Soca nel 1901.

Ritornato in patria, fondò una clinica per bambini e concentrò i suoi sforzi su diverse attività didattiche, fino a diventare Preside della Facoltà di Medicina e Rettore dell'Università. Nel 1917 fu insignito del titolo di Membro dell'Accademia di Medicina di Parigi, la più alta onorificenza che un medico straniero potesse ricevere. La sua spiccata capacità d'azione gli permise di contribuire al progresso civile della Repubblica come membro della Camera dei Deputati, del Senato, di cui fu presidente, e del Consiglio Nazionale dell'Amministrazione.
La sua laboriosa carriera scientifica aveva travalicato i confini dell'Uruguay, facendolo diventare una figura di fama mondiale; diverse pubblicazioni misero in risalto il suo magnifico lavoro di ricercatore impegnato.

### Attività politica
Fu membro del Partito Colorado e prestò servizio in diverse occasioni nella Camera dei Deputati e nel Senato.

### Morte
La sua salute peggiorò progressivamente, per poi morire il 29 marzo 1922, in seguito a un ictus, circondato dalla gratitudine e dalla profonda ammirazione del suo popolo. Riposa nel Pantheon Nazionale del Cimitero centrale di Montevideo, accanto ad altre grandi figure dell'Uruguay, onorate per i loro successi scientifici.

## Omaggi
Nel dipartimento di Canelones, una città, l'Ospedale Civico di Canelones, un viale principale e una piazza di Montevideo portano il suo nome in omaggio. Nel Parco Batlle (dipartimento di Montevideo), si trova un importante monumento a lui dedicato, alto circa 8 metri, realizzato in bronzo dallo scultore francese Antonio Bourdelle e inaugurato il 22 maggio 1938.

## Letteratura
- Francisco Soca: el ilustre enigmático / Ricardo Pou Ferrari. Plus Ultra ediciones, 2021.
- El profesor Enrique Pouey y su época, Autores:	Ricardo POU FERRARI (1948-), Montevideo : PLUS ULTRA, 2011 https://autores.uy/obra/15106